# Hyphodontia altaica
Hyphodontia altaica är en svampart som beskrevs av Parmasto 1968. Hyphodontia altaica ingår i släktet Hyphodontia och familjen Schizoporaceae.   Inga underarter finns listade i Catalogue of Life.